# Musée de l'armée de l'air de la flotte du Nord
Le musée de l'armée de l'air de la flotte du Nord (en russe : Музей военно-воздушных сил Северного флота), est un musée situé à Safonovo dans l'oblast de Mourmansk en Russie. 

## Histoire
Le musée est fondé le 20 août 1976, pour les 40 ans de la première formation aérienne de la Flotte du Nord. Depuis 2013, le musée est dirigé par une branche du ministère de la Défense de la fédération de Russie.